# Référendum constitutionnel croate de 2013
Le référendum constitutionnel croate de 2013 a lieu le 1er décembre 2013  en Croatie. La population est amenée à se prononcer sur un amendement de la Constitution limitant la définition du mariage à l'union entre un homme et une femme. Il est approuvé par 65,87 % des votants.

## Contexte
Il s'agit d'un référendum d'initiative populaire. L'article 87 de la constitution de 1990 permet en effet à la population de déclencher des référendums afin de voter une loi, d'en abroger une existante, ou de modifier la constitution.
Les signatures d'au moins 10 % de l'ensemble des électeurs inscrits sur les listes électorales doivent pour cela être réunies dans un délai de quinze jours. En 2013, un total de 3 791 000 électeurs étaient inscrits sur les listes électorales, le seuil de signatures équivalant alors à un peu plus de 450 000 électeurs. En pratique, le nombre de signatures à collecter est cependant plus élevé pour pallier le nombre variable de signatures invalides ou en double. Le parlement débat du projet, et l'adapte en droit, mais ne peut s'opposer à la tenue du scrutin. Un contrôle de constitutionnalité est cependant effectué par la Cour constitutionnelle si le parlement ou le gouvernement en fait la demande. 
Le référendum, dont le résultat est contraignant, n'est pas soumis à des conditions de validité telle qu'une majorité qualifiée ou un quorum de participation, la majorité absolue suffit. Celle-ci est cependant calculée sur la base du total des votes valides, blancs et nuls, et non des seuls votes valides,,. Avant la réforme constitutionnelle de 2010, une participation minimale de 50 % était exigée.

## Mise en œuvre

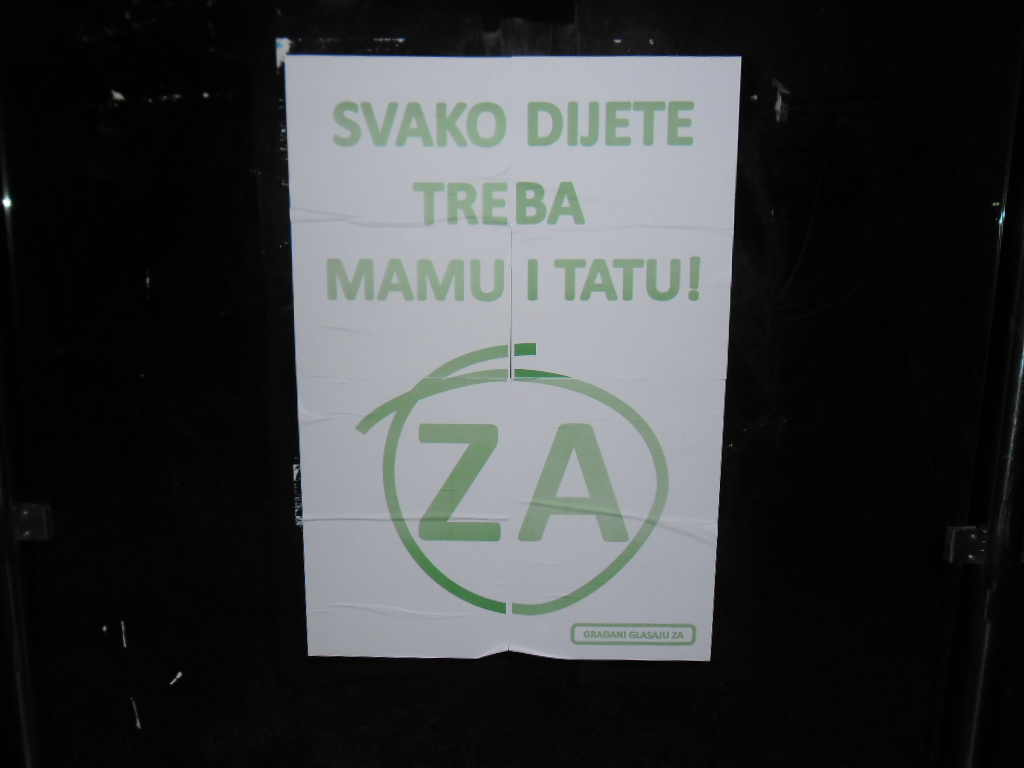
Affiche pour le Oui.

Affiche pour le Non.

Plusieurs organisations  non gouvernementales — dont le collectif conservateur « Au nom de la famille » — organisent du 12 au 26 mai 2013 la collecte de signatures en faveur d'un référendum sur un amendement de la constitution. Le contenu de ce dernier a pour but d'empêcher le mariage homosexuel dans le pays, en définissant le mariage comme une union ayant strictement lieu entre un homme et une femme. Un total de 749 316 signatures sont ainsi collectées et transmises le 14 juin au parlement croate, le Sabor, qui effectue le décompte d'un échantillon statistique. Celui-ci permet d'évaluer avec une marge d'erreur de 1,31 % qu'au moins 683 948 signatures sont valides, soit largement plus que le seuil exigé. 
Le parlement rédige l'amendement correspondant à la demande, ainsi que la question posée : « Êtes-vous favorable à la définition du mariage dans la Constitution de la République de Croatie comme une union à vie de l'homme et de la femme ? »
Le gouvernement dirigé par le Premier ministre social-démocrate Zoran Milanović s'oppose au projet et introduit une demande de contrôle de constitutionnalité auprès de la Cour constitutionnelle, arguant que la proposition viole les droits des minorités garantis par la constitution. La cour juge cependant le 13 novembre qu'il n'en est rien, et que le résultat du référendum sera légalement contraignant,.
Le gouvernement de Zoran Milanovic appelle à voter contre l'amendement. Les bureaux de vote sont ouverts le premier décembre 2013 de 7h à 19h.

## Résultats
| Choix                  | Votes     | %     |
| ---------------------- | --------- | ----- |
| Pour                   | 946 433   | 65,87 |
| Blancs et nuls         | 8 196     | 0,62  |
| Contre                 | 481 534   | 33,51 |
|                        |           |       |
| Total                  | 1 436 163 | 100   |
| Abstention             | 2 354 837 | 62,12 |
| Inscrits/Participation | 3 791 000 | 37,88 |

Êtes-vous favorable à la définition du mariage dans la Constitution de la République de Croatie comme une union à vie de l'homme et de la femme ?
| Pour 946 433 (65,87 %) |  |  |  | Contre 481 534 (33,51 %) |
| ▲                      |  |  |  |                          |
| Majorité absolue       |  |  |  |                          |

## Conséquences
Les résultats officiels sont proclamés le 10 décembre suivant. Le Oui obtient une large majorité des suffrages, malgré une participation d'un peu plus d'un tiers des inscrits. L'amendement est validé, et l'article 62-2 ajouté au contenu de la constitution.